# Ras el Ain
Pour les articles homonymes, voir Ras Al-Aïn.
Ras el Aïn est une localité semi-rurale d'Algérie, située à 30 km de Bordj Bou Arreridj. Elle relève administrativement de la commune de Khelil dans la wilaya de Bordj-Bou-Arreridj.

## Localisation
La commune est située dans la région des Hauts-Plateaux, entre les monts Bibans au nord et la chaîne du Hodna au sud, dans un bassin agricole situé à 966 mètres d'altitude moyenne. Elle se trouve à 34 km au nord-est de Bordj Bou Arreridj, à environ 30 km a l'ouest de Sétif et à environ de 275 km au sud-est d'Alger.
Ras el Aïn est une localité de la commune de Khelil appartenant a la daïra de Bir Kasdali avec une superficie totale de 15 km2.
| Harbil (Sétif) | Hammam Guergour (wilaya de Sétif) | Bougaa (wilaya de Sétif)      |
| Chefaa         | Ras el Aïn                        | Beni Hocine (wilaya de Sétif) |
| Khelil         | Khelil                            | Khelil                        |

## Histoire
La localité faisait partie de la wilaya de Sétif avant 1984.
La population a souffert pendant la décennie noire, une partie des habitants est partie habiter a Khelil.

## Démographie
Sa population est de 2 142 habitants en 2008. Ses habitants sont de la tribu des Ain Turk.

## Économie
L'économie de la commune est principalement liée au secteur primaire, plus particulièrement Agro-pastorale: Les terres sont agricoles et l'élevage des bovins et ovins y est pratiqué.

## Transport
Elle est située sur la RN 103 en direction de Beni Hocine, sur la rive gauche de l'oued Bou Sellam faisant office de frontière naturelle avec la Wilaya de Sétif.
La localité est desservie par un service de navettes avec la gare routière de Khelil.

## Sport
La localité possède un club de sport, le Chabab Ras el Aïn, ainsi qu'un terrain de football.